# 安住村
安住村（あずみむら）は、和歌山県日高郡にあった村。現在の印南町の東半、切目川の中・上流域にあたる。

## 地理
- 山岳：真妻山、三里が峰
- 河川：切目川

## 歴史
- 1956年（昭和31年）9月30日 - 真妻村および切目川村の一部（大字樮川・古井・美里）が合併して発足。
- 1957年（昭和32年）8月1日 - 印南町・切目川村と合併し、改めて印南町が発足。同日切目川村廃止。